# Wereldkampioenschappen schaatsen afstanden 2007 - 5000 meter vrouwen
De 5000 meter vrouwen op de wereldkampioenschappen schaatsen afstanden 2007 werd gereden op 11 maart 2007 in het ijsstadion Utah Olympic Oval in Salt Lake City, Verenigde Staten.
Titelverdediger was de Duitse Anni Friesinger op de onoverdekte ijsbaan Ludwig Schwabl Stadion van Inzell in 2005. De Tsjechische Sáblíková behaalde haar eerste titel in een nieuw wereldrecord.

## Uitslag
| #      | Naam                   | Land | Tijd          |
| ------ | ---------------------- | ---- | ------------- |
| Goud   | Martina Sáblíková      | CZE  | 6.45,61 BR/WR |
| Zilver | Claudia Pechstein      | GER  | 6.50,79       |
| Brons  | Kristina Groves        | CAN  | 6.58,41       |
| 4      | Daniela Anschütz-Thoms | GER  | 6.59,05       |
| 5      | Maren Haugli           | NOR  | 6.59,77       |
| 6      | Marja Vis              | NED  | 7.02,51       |
| 7      | Maki Tabata            | JPN  | 7.04,37       |
| 8      | Gretha Smit            | NED  | 7.05,40       |
| 9      | Catherine Raney        | USA  | 7.05,62       |
| 10     | Svetlana Vysokova      | RUS  | 7.07,08       |
| 11     | Andrea Jirků           | CZE  | 7.07,97       |
| 12     | Michèlle D'Amours      | CAN  | 7.08,09       |
| 13     | Renate Groenewold      | NED  | 7.10,44       |
| 14     | Eriko Ishino           | JPN  | 7.11,33       |
| 15     | Katrin Mattscherodt    | GER  | 7.11,63       |
| 16     | Masako Hozumi          | JPN  | 7.23,51       |